# Polycarena lilacina
Polycarena lilacina är en flenörtsväxtart som beskrevs av O.M. Hilliard. Polycarena lilacina ingår i släktet Polycarena och familjen flenörtsväxter. Utöver nominatformen finns också underarten P. l. difficilis.